# Либерталия
Либерта́лия (англ. Libertatia) — предположительно вымышленное утопическое государство пиратов, описанное в четвёртом расширенном издании книги «Всеобщая история грабежей и смертоубийств, учинённых самыми знаменитыми пиратами» (англ. A General History of the Pirates), принадлежащей перу некоего «капитана» Чарльза Джонсона (англ. Charles Johnson) и впервые вышедшей в Лондоне в 1724 году. Согласно преданию, Либерталия, название которой традиционно производят от liberi, т. е. «свободный», являлась реальным государством, существовавшим в северной части Мадагаскара на протяжении двух-трёх десятилетий; однако большинство историков новейшего времени ставят под сомнение достоверность этого факта.
По мнению некоторых исследователей, имя Чарльз Джонсон является одним из псевдонимов Даниэля Дефо, много путешествовавшего, но никогда не бывавшего ни в Индийском океане, ни в Карибском море, и использовавшего в своих книгах о пиратах не столько достоверные источники, сколько устные рассказы легендарного характера. Целью мистификации известного писателя могло быть намерение не только раскритиковать современное ему общество, в котором не находили себе места талантливые вольнодумцы, но и одновременно высмеять коммунистические идеи его преобразования. Хотя теория эта, впервые выдвинутая в 1932 году американским учёным Робертом Муром, разделяется далеко не всеми литературоведами, сочинение Джонсона по-прежнему является единственным, по сути, источником сведений о Либерталии.

## История
В книге Чарльза Джонсона утверждается, что в 1694 году около сотни пиратов, во главе с капитаном, провансальским дворянином Оливье Миссоном и доминиканским священником Каррачиолли, высадились в бухте Диего-Суарес на северо-восточном побережье острова Мадагаскар и основали там пиратскую коммуну.
Детали биографии самого Миссона весьма туманны, во всяком случае, распространённая легенда о том, что он был потомком катаров, не нашла себе документальных подтверждений. Предполагается, что он являлся дальним отпрыском знатной семьи Форбен, или просто обязан был ей своей карьерой. Известно лишь, что он получил неплохое образование, проведя не менее года в академии в Анжере, и поступил на флот шестнадцати лет от роду. Около 1690 года, будучи уже лейтенантом, он познакомился в Риме с доминиканцем Каррачиолли, попав под влияние его свободолюбивых взглядов. Согласно другим данным, знакомство с итальянским монахом произошло в Генуе несколько позже, в 1692 году, когда Миссон служил помощником лоцмана на французском корвете «Виктуар», под командованием своего предполагаемого родственника — известного капера Клода де Форбена.
Вскоре Миссон принял участие в морском бою с английским приватиром «Винчестер», по другим данным, «Винчселси» близ острова Мартиника. После того как сражение окончилось гибелью всех офицеров и половины экипажа «Виктуара», Миссон обратился к оставшимся с предложением стать пиратами и, после их согласия, отправился в Индийский океан, подняв на корабле флаг с надписью «За Бога и Свободу». В пути команда Миссона ограбила несколько кораблей, поделив захваченные ценности поровну, а также захватила корабль голландских работорговцев «Нивстат», освободив и доставив на родину всех чёрных рабов; причём часть последних пожелала остаться с пиратами. Добравшись до Коморских островов, команда пополнила свои запасы на острове Анжуан, причём Миссон якобы женился на сестре владевшей им жены султана Маската, а Каррачиолли, презрев монашеские обеты, вступил в брак с её дочерью. Покинув архипелаг, пираты выдержали в Мозамбикском проливе тяжёлый бой с крупным португальским судном, стоивший ноги Каррачиолли.
Достигнув мадагаскарских берегов, сторонники Миссона и Каррачиолли основали неподалёку от будущего города Диего-Суарес постоянное поселение, выдвинув лозунги равноправия, справедливого устройства общества и равенства рас и конфессий. Первоначальное население колонии составили сто с небольшим пиратов с «Виктуара», многие из которых захватили с собой жён с Анжуана, а также освобождённые с португальского корабля чёрные невольники. Колонисты, называвшие себя «либерами», выстроили мощный форт, вооружённый сорока снятыми с кораблей пушками. Захватив несколько новых судов, они отправили их в разные стороны океана с призывом к другим пиратам присоединиться к ним. Согласно легенде, призыву их последовал известный карибский пират Томас Тью, а позже к ним присоединилось несколько человек из экипажа известного капитана Кидда, о чём упоминается в судебном отчёте по делу последнего. Частная собственность и деньги Миссоном были отменены, а созданный государственный фонд распределял необходимые средства для освоения окружающей территории, строительства жилья и кораблей, обеспечения нетрудоспособных, а также закупки продовольствия и боеприпасов. Азартные игры, пьянство и драки были запрещены, охраной правопорядка занимался выбиравшийся раз в три года Совет Старейшин.
В поселении возникли мастерские и морская верфь, на которой построены были, как минимум, два корабля, «Анфанс» («Вперёд») и «Либерте» («Свобода»), а в его окрестностях появились сады, огороды и распаханные поля, на которых выращивались фрукты, овощи и злаки. В специально выстроенном здании городской ратуши собиралась ассамблея, представители которой выбирались от каждых десяти граждан, а для издания выработанных ею справедливых законов использовался найденный на одном из захваченных судов печатный станок.
Сам Миссон назначен был Хранителем республики с титулом «высшая светлость», Каррачиолли — государственным секретарём, а Томас Тью — адмиралом флота. Нападение португальской эскадры на колонию было успешно отражено с помощью пиратов из другой колонии, располагавшейся в бухте Святого Августина. Однако когда Миссон на время покинул Либерталию, отправившись в очередной морской вояж, на поселение напали местные воинственные племена, разграбив его и перебив жителей. Жена Миссона и Каррачиолли погибли; выжить сумели лишь несколько пиратов, сумевших уйти в море на единственном оставшимся в городе боте. Возвратившийся вскоре Миссон решил отправиться в Америку и основать там новую колонию, но у мыса Доброй Надежды потерпел кораблекрушение и погиб. Выживший Тью якобы сохранил его рукопись с описанием устройства Либерталии, которая спустя годы оказалась в руках «капитана Джонсона».
В пользу мнения о том, что история о Либерталии вымышлена, говорят факты из жизни пирата Томаса Тью, которые доказывают, что он не мог быть связан с Либерталией. Экспедиции Тью в Индийский океан хорошо прослеживаются документально, в частности, установлено, что в октябре-декабре 1693 года он на шлюпе «Амити» посетил остров Сент-Мари у северо-восточных берегов Мадагаскара, пополнив там свои запасы и экипаж, о чём упомянул в своём дневнике проживавший там пират Адам Балдридж. Возвращение Тью из Индийского океана в Америку зафиксировано в апреле 1694 года таможней, губернатором Род-Айленда и некоторыми другими источниками. В 1694—1695 годах он совершил вторую экспедицию в Индийский океан, где объединился с Генри Эвери и другими пиратами и летом 1695 года погиб во время сражения с кораблём моголов «Фатех Мухаммед», о чём сделал в своём дневнике запись вышеуказанный Балдридж.
Таким образом, капитан Тью не мог быть «адмиралом Либерталии», поскольку в апреле 1694 года он пришел уже в Ньюпорт, тогда как Чарльз Джонсон утверждает, что в это время он был уже на Мадагаскаре.
Тем не менее, в основе легенды о Либерталии лежат реальные факты существования на мадагаскарском побережье временных пиратских баз, наличия в пиратских сообществах демократических традиций, а также попыток отдельных предводителей морских разбойников выработать некий пиратский кодекс, предусматривавший справедливое распределение добычи между членами команды, обеспечение раненых и увечных, и т. п.
Либерталия оставила свой след в истории, имеются сведения о том, что в своё время Швеция дважды вела в ней переговоры и даже пыталась сделать её своей колонией. При Петре I по инициативе шведского перебежчика вице-адмирала Даниэля Вильстера Россия снарядила туда экспедицию, закончившуюся неудачей, подготовка же второй экспедиции была прервана из-за смерти Петра.
Вместе с тем, не вызывает сомнений, что к концу первой четверти XVIII века мадагаскарские базы пиратов пришли в упадок. Так, в дневнике знаменитого капитана Вудса Роджерса сообщается о встрече его в 1711 году у мыса Доброй Надежды с пиратским кораблём, экипаж которого сообщил, что поселения на Мадагаскаре насчитывают по 60-70 человек, «большинство из которых обеднело». Последний известный мадагаскарский пират, француз Ла Бюз, был схвачен и повешен на острове Реюньон в 1730 году.

## В кино
- «Против всех врагов» (англ. Against All Flags) — режиссёры Джордж Шерман, Дуглас Сирк (США, 1952).
- «Империя Пиратов» — режиссёр Григор Гярдушян (Ялтинская киностудия, 1994).

## В компьютерных играх
- «Uncharted 4: Путь вора» (Naughty Dog, 2016) Где главный герой ищет сокровища Генри Эвери в Либерталии
- В «Fallout 4» есть поселение на кладбище кораблей, основанное рейдерами, которое носит название «Либерталия».
- В «Корсары: Проклятье дальних морей» в компании за пиратов требуется захватить несколько городов для создания государcтва Либерталия.

### Научная
- Белоусов Р. С. Под черным флагом: Исторические очерки. — М.: Олимп; АСТ, 1996. — 432 с. — ISBN 5-7390-0302-4.
- Блон Жорж. Великий час океанов: Индийский / Пер. с франц. А. М. Григорьева. — М.: Мысль, 1983. — 204 с. — (Путешествия. Приключения. Поиск).
- Воробьев Б. Т. Под флагом смерти. — М.: Современник, 1997. — 192 с. — (Антология тайн, чудес и загадок). — ISBN 5-270-01827-6.
- Григорян В. Л., Дмитриев В. И. Пиратство, разбой и терроризм на море. — М.: Академкнига, 2004. — 224 с. — ISBN 5-94628-135-6.
- Губарев В. К. 100 великих пиратов. — М.: Вече, 2011. — 432 с. — (100 великих). — ISBN 978-5-9533-5774-6.
- Дефо Даниэль. Всеобщая история пиратства / Пер. А. Д. Степанова. — СПб.: Азбука; Азбука-Аттикус, 2014. — 288 с. — (Азбука-классика). — ISBN 978-5-389-07296-1.
- Копелев Д. Н. Золотая эпоха морского разбоя (пираты, флибустьеры, корсары). — М.: Остожье, 1997. — 496 с.: ил. — ISBN 5-86095-084-5.
- Копелев Д. Н. Раздел Океана в XVI―XVIII веках: Истоки и эволюция пиратства. — СПб.: КРИГА, 2013. — 736 с.: ил. — ISBN 978-5-901805-45-9.
- Малов В. И. Тайны знаменитых пиратов. — М.: Оникс, 2008. — 256 с.: ил. — ISBN 5-488-00078-X.
- Маховский Яцек. История морского пиратства. — М.: Наука, 1972. — 288 с.
- Мерьен Жан. Энциклопедия пиратства. — М.: ТЕРРА-Книжный клуб, 1999. — 496 с. — ISBN 5-300-02684-0.
- Можейко И. В. Пираты, корсары, рейдеры: Очерки истории пиратства в Индийском океане и Южных морях в XV—XX вв. — 3-е изд. — М.: Наука, Главная редакция восточной литературы, 1991. — 348 с. — ISBN 5-02-017492-0.
- Нойкирхен Xайнц. Пираты: Морской разбой на всех морях / Пер. В. А. Сеферьянца. — М.: Прогресс, 1980. — 352 с.
- Рябцев Г. И. Пираты и разбойники. Флибустьеры, корсары, каперы и буканьеры. — Минск: Литература, 1996. — 608 с.  — ISBN 985-437-042-9.
- Рогожинский Жан. Энциклопедия пиратов. — М.: Вече, 1998. — 679 с. — ISBN 5-7838-0244-1.
- Сейц Дон Карлос. Под чёрным флагом. Истории знаменитых пиратов Вест-Индии, Атлантики и Малабарского берега / Пер. с англ. Е. В. Ламановой. — М.: ЗАО «Центрполиграф», 2017. — 416 с. — ISBN 978-5-9524-5278-7.
- Снисаренко А. Б. Джентльмены удачи. Адмиралы чужих морей. — СПб.: Судостроение, 1997. — 496 с. — ISBN 5-7355-0402-9.
- Ципоруха М. И. Под черным флагом. Хроники пиратства и корсарства. — М.: НЦ ЭНАС, 2009. — 384 с. — (Другая история). — ISBN 978-5-93196-942-8.
- Штырбул А. А. В поисках загадочной Республики. «Магистральная цивилизация» и социальные альтернативы рубежа Средних веков — Нового времени. — Омск: ОмГПУ; Наука, 2007. — 212 с.

- Gosse Philip. Misson, Captain // The Pirates' Who's Who. — New York: Burt Franklin, 1924. — pp. 211—219.

### Художественная
- Берроуз Уильям. Призрачный шанс / Пер. с англ. Д. Волчек. — М.: Adaptec/T-ough Press, 2000. — 56 с. — 800 экз. — ISBN 5-93827-001-4.